# Mika Sugimoto (judoka)
Mika Sugimoto (Japans: 杉本 美香, Sugimoto Mika) (Itami, 27 augustus 1984) is een Japans judoka, die uitkomt in de zwaarste gewichtsklasse bij de vrouwen, de divisie boven de 78 kilogram. Ze vertegenwoordigde haar vaderland bij de Olympische Spelen in 2012 in Londen. Daar won Sugimoto de zilveren medaille na een nederlaag in de finale tegen de Cubaanse Idalys Ortíz.
Ze studeerde lichamelijke oefening aan de Universiteit van Tsukuba.

## Erelijst

### Olympische Spelen
- 2012 Londen, Verenigd Koninkrijk (+ 78 kg)

### Wereldkampioenschappen
- 2008 Levallois-Perret, Frankrijk (Open klasse)
- 2010 Tokio, Japan (+ 78 kg)
- 2010 Tokio, Japan (Open klasse)
- 2011 Parijs, Frankrijk (+ 78 kg)
- 2011 Tjoemen, Rusland (Open klasse)

### Aziatische Spelen
- 2010 Guangzhou, China  (+ 78 kg)

### Aziatische kampioenschappen
- 2004 Almaty, Kazachstan (Open klasse)
- 2005 Tashkent, Oezbekistan (+ 78 kg)
- 2005 Tashkent, Oezbekistan (Open klasse)
- 2008 Jeju, Zuid-Korea (Open klasse)